# Државни затвор „Фокс ривер”
Државни затвор „Фокс ривер” (енгл. Fox River State Penitentiary) измишљени је затвор у америчкој телевизијској серији Бекство из затвора. Затвор се налази у близини Чикага (Илиноис) у САД-у и сматра се да је један од најобезбеђенијих затвора из кога нико није побегао. У стварном животу овај затвор носи име „Џолијет”.

## Организација
„Фокс ривер” има многе сличности са затвором „Џолијет” (како се заправо и зове), у коме се снимала прва сезона серије. Њихова структура је иста, са изузетком три А-крила у супротности са две категорије у затвору „Џолијет”.
Затвореници су подељени на запад и исток, али блокирани од А и Б крила. Оба крила су раздвојена од јужног крила, у коме се налазе канцеларије затвора. Хитна помоћ затвора је смештена на другом крају А-крила. 

## Бекство
Линколн Бароуз је осуђен за убиство Теренса Стедмана, брата потпредседнице Сједињених Америчких Држава. На основу два „јака доказа”, видео-снимка из видео-надзора и отисака прстију на пиштољу, а које му је наместила тзв. „Компанија”, Бароуз бива осуђен на смртну казну електричном столицом због тешког убиства. Извршење смртне казне чека у затвору „Фокс ривер”, а своју невиност константно покушава да докаже. Мајкл Скофилд, његов брат, смислио је план за његово бекство. Са тетоважом која садржи план затвора, а коју је истетовирао по целом телу, он намерно доспева у „Фокс Ривер” и почиње опсежне припреме за избављење свога брата.
Након сваког неуспешног покушаја бекства, око Скофилда и Бароуза окупља се све више затвореника који такође хоће да побегну из затвора. После бекства из затвора, Мајкл, Линколн, Фернандо Сукре, Теодор „Ти-Бег” Бегвел, Џон Абруци, Бенџамин Мајлс „Стотка” Франклин, Дејвид „Твинер” Аполскис и Чарлс „Струја” Патошик постају најтраженији бегунци, те добијају надимак „Осморка из ’Фокс ривера’”. Манч Санчез и Чарлс Вестморланд су такође били у тиму за бекство, али нису успели да пређу зидине „Фокс Ривера”.